# Carlo Bonomi
Carlo Bonomi (Milano, 12 marzo 1937 – Milano, 6 agosto 2022) è stato un doppiatore italiano.

## Biografia
Divenne noto per aver dato la voce al personaggio animato La Linea, e a molti altri personaggi di Carosello. Doppiò anche tutti i personaggi della serie animata Pingu e il personaggio di Rigodon nel cartone animato Il giro del mondo di Willy Fog. Tra i suoi attori doppiati c'è Frank Morgan in Il mago di Oz (Prof. Marvel / Mago di Oz). Nella serie Carletto il principe dei mostri doppiò Bem, nemico mostro di Carletto.
Era anche la voce della incontenibile risata di Stripy, protagonista della sigla di Scacciapensieri, programma cult della RSI.
Sia nel caso della Linea che di Pingu usò linguaggi di sua invenzione, ottenuti imitando suoni vari e utilizzando onomatopee od assonanze con lingue esistenti, tecnica riconducibile al grammelot.
Nel 1985 registrò gli annunci della stazione di Milano Centrale e della stazione di Firenze Santa Maria Novella, usati fino a dicembre 2008.
È morto a Milano il 6 agosto 2022, all'età di 85 anni.

### Vita privata
Carlo Bonomi ebbe tre figlie: Paola, Stefania e Laura.

## Doppiaggio

### Cinema
- Frank Morgan in Il mago di Oz (ed. 1985)
- Dom DeLuise in Il mio amico Munchie

### Animazione
- Pingu e tutti i personaggi in Pingu
- La Linea di Osvaldo Cavandoli
- J. Jonah Jameson in L'Uomo Ragno e L'Uomo Ragno e i suoi fantastici amici
- Tutti i personaggi di Lilliput put di Bruno Bozzetto
- Scacciapensieri (Stripy per la versione estera) e tutti i personaggi di Bruno Bozzetto
- Tutti i personaggi dei film Il signor Rossi cerca la felicità, I sogni del signor Rossi e Le vacanze del signor Rossi
- Maestro Globus in Esplorando il Corpo Umano
- Tutti i personaggi del cortometraggio Baby Story di Bruno Bozzetto
- Tutti i personaggi di Topolino show
- Rigodon in Il giro del mondo di Willy Fog
- Tutti i personaggi di Le più belle fiabe del mondo
- Armando (3ª voce) in Le Avventure di Pimpa

### Televisione
- Voce fuori campo nei caroselli Motta, Gio Condor, Lagostina, Pennelli Cinghiale
- Sebastian Cabot in Tre nipoti e un maggiordomo
- Edward Platt nelle stagioni 2 e 5 di Get Smart

### Videogiochi
- Mr. Shickadance e Phatteus Lardus in Ace Ventura[5]
- Signor Wombat e Splodge in Blinky Bill e la caverna dei fantasmi[6]
- Stradino, Flap, Gran maestro dei Neotemplari (2^voce) e Imbianchino in Broken Sword: Il segreto dei Templari[7]
- Gendarme, Laine, Custode, Pablo, Titipoco e Professor Oubier in Broken Sword II: La profezia dei Maya[8]
- Shen Gun e Wolf in L'enigma di Master Lu[9]
- Uomo delle pulizie e Barry in Evidence[10]
- Ministro, Gardon, Cacciatore di taglie e Fondatore in The Feeble Files[11]
- Mendicante e Melchiorre Fregapopulus in Fuzzy & Floppy - Il furto della Rotonda[12]
- Junior, Frankenstein, Igor e Uomo Cieco in Hollywood Monsters[13]
- Thelos il vasaio e Dulzdin il Lama in The Journeyman Project 3 - Il retaggio del tempo[14]

## Filmografia
- La freccia nera, regia di Anton Giulio Majano – miniserie TV (1968)
- Le mie prigioni (1969)
- Pingu (1990)
- Pingu - Un matrimonio speciale (1997)

## Discografia parziale
- 1981 – Autori Vari Le meravigliose avventure del bambino più bello del mondo (Iskon, KC 108001/2, 2 LP)